# Miles de Dormans
Miles (ou Milon) de Dormans (né vers 1343, mort le 17 août 1387) est un prélat français, évêque et chancelier de France en 1380.

## Biographie
Il est le fils de Guillaume de Dormans, le neveu du cardinal Jean de Dormans et le frère de l'archevêque de Sens Guillaume de Dormans (1343-1387).
Alors qu'il est professeur utrius juris (droit civil et droit canon) de l'université d'Orléans, il est nommé évêque d’Angers en 1371. Il est ensuite évêque de Bayeux en 1374 puis évêque de Beauvais en 1375.
Chancelier du duc Louis Ier d'Anjou, premier président-clerc de la Chambre des comptes de Paris du 20 octobre 1376 au 2 octobre 1380, il est nommé Chancelier de France le 1er octobre 1380.

## Armoiries
Selon l'Armorial de Gelre (Folio 52r, Miles de Dormans, Evêque de Beauvais), son blason prenait la forme suivante :
| Figure | Blasonnement |
|        | Ecartelé : I et IV, d'or, à la croix de gueules, cantonnée de quatre clés du même (Évêché de Beauvais) ; II et III, d'azur, à trois têtes de léopards d'or, lampassés de gueules (Dormans). |

## Sources
- Louis Gabriel Michaud, Biographie universelle ancienne et moderne: ou histoire, par ordre alphabétique, de la vie publique et privée de tous les hommes qui se sont fait remarquer par leurs écrits, leurs talents, leurs vertus ou leurs crimes. Nog - Paj, Volume 31, 1860.